# Hnilcze
Hnilcze (ukr. Гнильче) – wieś na Ukrainie, w obwodzie tarnopolskim, w rejonie tarnopolskim.
Do 2020 w rejonie podhajeckim.

## Położenie
Słownik geograficzny Królestwa Polskiego podaje: wieś w powiecie podhajeckim położona 7,5 km na południowy zachód od Zawałowa przy drodze powiatowej z Podhajca do Halicza.
Pierwsza wzmianka o wsi Hnilcze pochodzi z 1441 r. Zamieszkujący tu wierni obrządku rzymskokatolickiego należeli do parafii w Horożance w archidiecezji lwowskiej. W 1902 r. w Hnilcze erygowano ekspozyturę parafialną, a w 1925 samodzielną parafię, należącą do dekanatu w Konkolnikach.  
10 lutego 1940 r. NKWD aresztowało i zesłało do łagrów na Syberii 3 polskie rodziny z Hnilcza i 40 rodzin z kolonii Czerwień. W 1943 r. nacjonaliści ukraińscy z UPA napadli na plebanię, uprowadzając i mordując siostrzeńca ks. Antoniego Kowalczyka. W roku następnym w różnych okolicznościach zamordowali 34 innych polskich mieszkańców.   

## Zabytki
- Rzymskokatolicki kościół pw.  Świętego Imienia Matki Boskiej, neogotycki, jednonawowy, dzięki staraniom ks. Jakuba Kierschki zbudowany w 1886 r. na miejscu wcześniej kaplicy[4]. W 1892 r. konsekrowany przez lwowskiego biskupa pomocniczego Jana Puzynę. W czasie I wojny światowej obrabowany przez żołnierzy rosyjskich. W 1939 r. zdewastowany i zamknięty. Po II wojnie światowej chwilowo przekształcony w cerkiew. W latach 1950–1992 zamieniony na magazyn i chlew. Obecnie jest opuszczony[5].

## Urodzeni
We wsi urodził się Stanisław Srokowski – polski pisarz, poeta, prozaik, dramaturg, krytyk literacki, tłumacz, nauczyciel akademicki i publicysta.

## Bibliografia

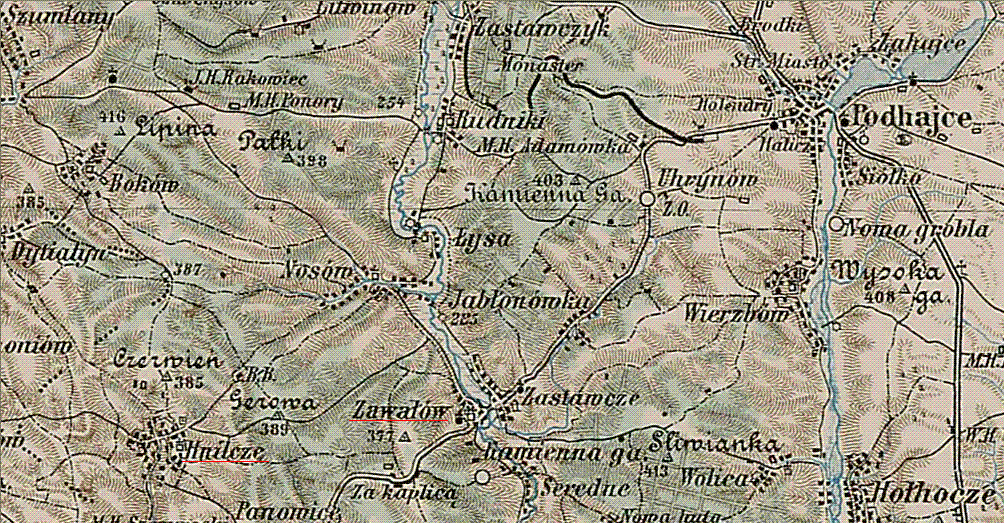
Na mapie z 1910